# La canción de Dorotea
La canción de Dorotea es una novela escrita por Rosa Regás ganadora del Premio Planeta en 2001.  

## Contexto
El Premio Planeta es un galardón literario creado en 1952 por José Manuel Lara Hernández, fundador de la editorial Planeta. Su objetivo principal era promover a los escritores de lengua castellana en un mercado literario dominado por autores anglosajones. Desde sus inicios, el premio jugó un papel importante en la profesionalización de la escritura, ya que los ganadores suelen recibir una gran atención mediática que los convierte rápidamente en autores populares.
En la 50ª convocatoria del Premio Planeta, Regás consiguió el galardón con su cuarta novela. En la Navidad de ese año fue uno de los libros más vendidos en España.

## Sinopsis
El relato gira en torno a Aurelia Fontana, una profesora universitaria en Madrid que tiene que cuidar a su padre enfermo, postrado en una casa de campo. Para atenderlo, contrata a Adelita, una mujer pequeña, habladora y aparentemente eficiente. Adelita rápidamente gana la confianza de Aurelia y, tras la muerte del anciano, continúa como guardiana de la finca, aunque Aurelia solo pasa allí unos pocos días al año. A lo largo de sus visitas, Aurelia se siente incómoda pero también intrigada por las historias y explicaciones de Adelita. Sin embargo, la desaparición de una valiosa sortija despierta sus sospechas. Además, una llamada telefónica insistente y el comportamiento enigmático de Adelita alimentan la sensación de que algo extraño está ocurriendo en su casa cuando ella no está presente. La protagonista se encuentra en un delicado equilibrio entre lo bello y lo siniestro, lo que la lleva a cuestionar su propia realidad.
La autora retrata y critica a su vez a un determinado prototipo de burguesía, como una gente conformista y cobarde, que se deja llevar por la vida. La obra contiene elementos paratextuales que la relacionan con El último encuentro de Sándor Márai y con García Lorca y sus Sonetos del amor oscuro.

## Reconocimientos
- En el año 2000, la novela La canción de Dorotea ganó el Premio Planeta.[4]